# ماداگاسکار (بازی ویدئویی)
ماداگاسکار (انگلیسی: Madagascar) یک بازی ویدئویی در سبک بازی اکشن-ماجراجویی است که توسط اکتیویژن و در سال ۲۰۰۵ و در پلت‌فرم‌های نینتندو دی‌اس، گیم بوی ادونس، ایکس‌باکس، پلی‌استیشن ۲، مایکروسافت ویندوز، و گیم‌کیوب منتشر شده‌است.

## خلاصه داستان
مارتی گورخر، الکس شیر، گلوریا اسب آبی و ملمن زرافه در باغ وحش سنترال پارک نیویورک زندگی می‌کنند. در دهمین سالگرد تولد مارتی، او شروع به تردید می‌کند که آیا باغ وحش جایگاه واقعی اوست و احساس می‌کند زندگی در باغ وحش خسته‌کننده شده است. آن شب، پنگوئنی به نام اسکیپر که در باغ وحش زندگی می‌کند تصمیم به فرار می‌گیرد و از مارتی دعوت می‌کند تا با او همراه شود. اسکیپر به مارتی راهنمایی می‌کند که چگونه مسیرها را باز کند. در حین فرار، اسکیپر مجبور می‌شود مارتی را رها کند اما دستورالعمل‌های بیشتری به او می‌دهد. مارتی موفق می‌شود به خروجی اصلی برسد و از باغ وحش خارج شود.
با فهمیدن این موضوع، الکس، ملمن و گلوریا تصمیم می‌گیرند به دنبال مارتی بروند. وقتی او را پیدا می‌کنند، توسط پلیس محاصره شده، بیهوش می‌شوند و به یک پناهگاه حیات وحش منتقل می‌گردند. اسکیپر و تیم پنگوئن‌هایش (پرایوت، ریکو و کوالسکی) نیز در همان کشتی هستند. آن‌ها از جعبه خود فرار می‌کنند و به سمت پل کشتی می‌روند، جایی که کاپیتان را بیهوش کرده و کشتی را به سمت قطب جنوب تغییر مسیر می‌دهند. در این میان مارتی، الکس، ملمن و گلوریا به دریا سقوط می‌کنند.
الکس ناخودآگاه به ساحل می‌رسد و به زودی به هوش می‌آید. با پیدا کردن جعبه باز شده متعلق به مارتی روی ساحل، نتیجه می‌گیرد که دوستانش نیز آنجا هستند و به جستجوی آن‌ها می‌رود. در جنگل، او به حیوانات مختلف در انجام کارهایشان کمک می‌کند و در عوض آن‌ها محل دوستانش را به او می‌گویند. در نهایت الکس با دوستانش دوباره متحد می‌شود.